# Lijst van burgemeesters van Colijnsplaat
Dit is een lijst van burgemeesters van de voormalige Nederlandse gemeente Colijnsplaat tot die gemeente in 1941 samen met Kats opging de gemeente Kortgene.
| Ambtsperiode | Naam burgemeester                              | Partij of stroming | Bijzonderheden                                                                                     |
| ------------ | ---------------------------------------------- | ------------------ | -------------------------------------------------------------------------------------------------- |
| 1811 - 1825  | Leunis Karreman                                |                    | |
| 1825 - 1833  | Joost Amijs Swemer                             |                    | |
| 1833 - 1850  | Leendert Abraham Paardekooper                  |                    | |
| 1850 - 1853? | A.A. Mooyaart                                  |                    | |
| 1854 - 1878  | J.H. (Johannes Hendrikus) Bijbau (1821-1891)   |                    | tevens burgemeester van Kats en Kortgene; schoonzoon van Leendert Abraham Paardekooper             |
| 1879 - 1891  | mr. L.A. (Leendert Abraham) Bijbau (1852-1927) |                    | tevens burgemeester van Kats en Kortgene; zoon van zijn voorganger                                 |
| 1892 - 1899  | W.F.J. Wagtho                                  |                    | tevens burgemeester van Kats en Kortgene                                                           |
| 1900 - 1904  | Reinhart (R.) van Ham                          |                    | tevens burgemeester van Kats, eerder burgemeester van Hoofdplaat, later burgemeester van Rijnsburg |
| 1904 - 1940  | J.W.A. Stüte                                   |                    | tevens burgemeester van Kats                                                                       |
| 1940 - 1941  | A.A. Schuit                                    |                    | tevens burgemeester van Kats (1940-1941) en Kortgene (1937-1943 & 1944?-1965)                      |